# Alcyonidium radicellatum
Alcyonidium radicellatum är en mossdjursart som beskrevs av Arnold Girard Kluge 1946. Alcyonidium radicellatum ingår i släktet Alcyonidium och familjen Alcyonidiidae. Inga underarter finns listade i Catalogue of Life.